# Janusz Zarenkiewicz
Janusz Zarenkiewicz, född den 3 augusti 1959 i Nowy Las, Polen, är en polsk boxare som tog OS-brons i supertungviktsboxning 1988 i Seoul. Han vann även brons i amatör-EM i boxning 1985. 